# Котны, Вирадех
Вирадех «Вилли» Котны (тайск. วีระเดช โค๊ธนี; род. 10 мая 1979, Канчанабури) — немецкий и таиландский фехтовальщик-саблист, призёр Олимпийских игр, чемпион Европы.

## Спортивная карьера
Вирадех Котны родился в Таиланде в 1979 году. В трёхлетнем возрасте его мать вышла замуж за немца Эрика Котны, который усыновил Вирадеха и дал ему свою фамилию. Семья переехала в Германию, где в одиннадцатилетнем возрасте Котны начал заниматься фехтованием в спортивном клубе из Кобленца.
В 1999 году Вирадех завоевал «золото» на юниорском чемпионате мира, а чуть позднее стал чемпионом Европы, выиграв в финальном поединке один удар у чемпиона мира Луиджи Тарантино из Италии.
На Олимпиаде в Сиднее первым соперником Котны стал соотечественник Эро Леман, которого Вирадех легко победил со счётом 15-8. Более напряжёнными для него стали поединки 1/8 и 1/4 финала против российских саблистов Сергея Шарикова и Александра Фросина, которых Котны победил 15-14 и 15-12 соответственно. В полуфинале Вирадех уступил три укола будущему чемпиону румыну Ковалиу, но смог взять бронзу, победив в малом финале венгра Ферьянчика 15-11. В командном турнире немцы в четвертьфинале победили итальянцев 45-42, потом в упорном полуфинале проиграли один удар французам, но в поединке за третье место разгромили румынов со счётом 45-27 и завоевали бронзовые медали (золото досталось россиянам, в том числе Шарикову и Фросину, которых Котны победил в личном первенстве тремя днями ранее).
В 2002 году Котны поступил в университет Бангкока и принял решение сменить спортивное гражданство, перейдя под флаг своей исторической Родины.
В Таиланде отсутствовали необходимые условия для подготовки спортсменов олимпийского уровня, а также была нехватка квалифицированных тренеров. Это стало причинами упадка карьеры Вирадеха Котны, который некоторое время вынужден был тренировался со сборной США. На Олимпиаде в Афинах Котны дошел до второго раунда, где уступил украинцу Владимиру Лукашенко 15-11. Еще хуже он выступил в Пекине, где уже в стартовом раунде был разгромлен 15-7 будущим чемпионом Чжун Манем. Наибольшим успехом под флагом Таиланда для Котны стала бронзовая медаль домашнего чемпионата Азии 2008 года.

## Благотворительная деятельность
Вирадех Котны активно оказывал помощь пострадавшим в результате разрушительного цунами 26 декабря 2004 года. Уже в день катастрофы он написал в немецкое посольство письмо с предложением помощи. Не получив ответа он вместе с братом отправился на Пхукет, где помогал пострадавшим. После прибытия немецких спасателей из Дуйсбурга Вирадех выступил в роли посредника между ними и местными властями. 
В дальнейшем Котны участвовал в гуманитарном проекте «Willy hilft E.V.» и смог собрать более полумиллиона евро для помощи рыбацкой деревне Бан Бангсак, в которой за короткое время были построены 30 домов, больница, школа и восстановлен рыболовецкий флот. Дальнейшие гуманитарные инициативы Котны были направлены на помощь кочевому народу Мокен. 
В 2005 году Котны благодаря своей благотворительной деятельности получил премию лучшему спортсмену года в Таиланде. 